# Signal (software)
Signal é um mensageiro instantâneo criptografado multiplataforma desenvolvido pela Signal Foundation, uma organização sem fins lucrativos fundada por Moxie Marlinspike e Brian Acton, e pela Signal Messenger, uma LLC, subsidiária da fundação. O Signal utiliza a internet para enviar mensagens um-para-um e em grupos, incluindo anexos, mensagens de voz, imagens, e vídeos, sendo sucessor do TextSecure e do RedPhone.
O Signal utiliza o número de telefone celular como identificador de seus usuários e providencia comunicação segura através de criptografia de ponta-a-ponta, com um protocolo próprio, Signal Protocol, que combina uma variedade de técnicas de criptografia. Os chats em grupo também são criptografados.
O software do Signal é de código aberto.

## História
Signal é o sucessor dos serviços RedPhone, de chamadas de voz criptografadas, e do TextSecure, de mensagens textuais criptografadas, serviços esses lançados em 2010 pela Whisper Systems, uma startup fundada por Moxie Marlinspike e Stuart Anderson. Em 2011, a Whisper Systems foi comprada pelo Twitter por um valor não divulgado. Logo após a aquisição o serviço RedPhone deixou de ser disponibilizado, o que gerou críticas.
Em dezembro de 2011, o TextSecure foi publicado como software livre pelo Twitter, sob a licença GPLv3,
 e o RedPhone em 2012. Marlinspike deixou a Twitter e fundou o Open Whisper Systems, um projeto de desenvolvimento de código aberto para desenvolvimento do TextSecure e do RedPhone. O site da Open Whisper Systems foi lançado em janeiro 2013.
Em fevereiro de 2014, a Open Whisper Systems lançou a segunda versão de seu protocolo do TextSecure, posteriormente renomeado para Signal Protocol, adicionando funcionalidades de chat em grupo criptografado e mensagens instantâneas ao TextSecure. Ainda em 2014, foram anunciados planos para reunir o TextSecure e o RedPhone em um novo aplicativo, Signal. Signal foi o primeiro aplicativo para iOS a fornecer chamadas de voz com criptografia de ponta-a-ponta gratuitamente.
Em novembro de 2015, TextSecure e o RedPhone se tornaram Signal, no Android. Um mês depois, a Open Whisper Systems anunciou uma versão desktop para o Signal.
Em outubro de 2016, a American Civil Liberties Union (ACLU) e a Open Whisper Systems publicaram uma série de documentos revelando que a OWS havia recebido um subpoena exigindo que fornecessem informações para uma investigação do governo federal dos Estados Unidos. Apenas um dos dois números de telefone solicitados estavam registrados no Signal, e devido à forma como o sistema foi projetado, a OWS afirma que só pôde fornecer "a hora em que o usuário criou a conta e a última vez em que ele se conectou ao serviço". Além do subpoena, a OWS recebeu uma gag order impedindo que divulgassem que receberam o subpoena por um ano. A OWS contatou a ACLU, e parte da gag order foi reveritda em após uma disputa judicial. A OWS afirma que foi a primeira vez que receberam tal demanda legal e que tratariam novas demandas da mesma forma.
Em fevereiro de 2018, Marlinspike e Brian Acton anunciaram a formação da Signal Technology Foundation, uma organização sem fins lucrativos com o objetivo de financiar o desenvolvimento do Signal. A fundação foi iniciada com um aporte de 50 milhões de dólares de Acton, que em setembro de 2017 largara seu emprego no Facebook após vender o WhatsApp à empresa.
Em janeiro de 2021, após o WhatsApp anunciar uma mudança em sua política de privacidade, vários usuários passaram a migrar ao Signal.